# Щепетков, Виктор Петрович
Виктор Петрович Щепетков (1936—1997) — директор Южного рудоуправления НГМК (1971—1987), лауреат Государственной премии СССР.
Племянник Щепеткова Антона Петровича (1912—1982), первого главного инженера НГМК (Навоийский горно-металлургический комбинат) (1958-1971). 
Окончил институт по специальности инженер-шахтостроитель (1959).
В 1959—1961 гг. горный мастер в тресте «Донецкуголь». В 1961—1967 годах — в НГМК, начальник участка «Спецшахтострой», с 1963 г. начальник рудника № 6 Северного рудоуправления (Учкудук).
С 1971 по 1987 год — директор Южного рудоуправления НГМК.
С 1987 г. директор научно-исследовательского предприятия в России.
Лауреат Государственной премии СССР (1985) — за высокоэффективную реконструкцию предприятия на базе прогрессивных технологий и технологических решений, обеспечивших при минимальных капитальных вложениях высокие темпы роста объема добычи урана и вовлечение в эксплуатацию некондиционных руд на месторождениях Сабырсай и Кетменчи, в составе коллектива: Г. Г. Белозерских, Л. Б. Бешер-Белинский, В. С. Горуля, Л. М. Демич, В. А. Коваленко, К. С. Мальцев, А. Б. Синявский, Е. Г. Тарубаров, В. П. Щепетков. Заслуженный строитель Узбекской ССР. Награждён тремя орденами, знаками «Шахтерская слава» трёх степеней.